# 翁大立
翁大立（1517年—1597年），字元本，又字儒参、道生，號見海，浙江余姚（今宁波）人，明朝政治人物，進士出身。

## 生平
嘉靖十三年（1534年）甲午科浙江鄉試第六十五名举人，十七年（1538年）戊戌科会试第七十八名，二甲二十八名進士。授刑部主事，升刑部廣東司郎中，二十五年正月恤刑江西。嘉靖二十七年（1548年）正月升河南按察司副使、提调学校，升湖广督粮参政，三十三年十一月其职务被裁革，令赴部别用，三十六年升江西按察使，十二月升广东右布政使，累官至山東左布政使。嘉靖三十八年（1559年）五月以都察院右副都御史、巡抚应天，成为封疆大吏，三十九年三月被礼科给事中曾濂弹劾，被令回籍听用。
嘉靖四十五年（1566年）三月起复为巡撫山東兼理營田，因母喪丁憂去官。服阕，隆庆二年（1568年）九月翁大立奉旨接替朱衡，担任总理河道都御史。次年七月，黄河在沛县大决口。京杭大运河中有二千多艘糧船，在台庄以南的邳州河段受阻。翁大立上疏言：“臣按行徐州，循子房山，过梁山，至境山，入地浜沟，直趋马家桥，上下八十里间，可别开一河以漕。”即所謂的泇河。朝中廷議准奏，但不久黄河水退，京杭运河得以顺畅通行，翁大立的奏折建议就束之高阁彻底搁浅了。
隆庆四年（1571年）六月，鸿沟、境山、淮河疏浚等水利工程竣工。明穆宗非常高兴，想要擢升翁大立。但此时黄河、淮河同时发水灾，引发决口，不少河道被淤塞。更严重的是，泰山庙到七里沟，十多里淮河被淤塞，淮河水从朱家沟满溢而出，居然改道至清河县河南镇，与黄河合流。此时翁大立正在京师担任工部右侍郎一职。隆庆皇帝下令让新上任的河道总督都御史潘季驯总管水利工程，负责防洪治灾。不料，黄河在邳州大决口，睢宁水道被淤塞长达一百余里。翁大立马上上奏，建议开泇口、萧县二河道。翁大立并配合潘季驯的工作，重新筑造堤坝，弥补决口。水灾不久消退，漕运得以再次畅通。但事后翁大立、孔昭等人仍因“迟误漕粮”遭削籍。
隆慶六年（1572年）錦衣衛指揮使周世臣在自己家中被殺，把总张国维前來捕盗，惟有死者的婢妾荷花儿及家奴王奎在，遂聲稱二人通姦弑主。狱成，刑部郎中潘志伊對此懷疑，許久未結案。及翁大立以侍郎署部事，愤怒荷花儿弑主，強迫潘志伊盡快處決兇手。潘志伊依然存疑，翁大立就委命郎中王三锡、徐一忠同谳。兩人竟无所平反，被置极刑。數年之後，真兇被捕獲。京城人竞称荷花儿冤死。明神宗大怒，欲重谴翁大立等。给事中周良寅、萧彦复劾之，乃追夺翁大立职，调徐一忠、王三锡于外。潘志伊已升九江府知府，亦貶為陈州知府。
万历二年（1574年）起為南京刑部右侍郎，不久改任南京吏部左侍郎。次年担任刑部右侍郎，不久升任南京兵部尚书。萬曆六年（1578年）致仕歸鄉。

## 家族
曾祖翁珉；祖父翁銓；父翁祚。母楊氏。重庆下。兄翁慈。弟翁大音、大章、大意。